# Saint-Jean-lès-Longuyon
Pour les articles homonymes, voir Saint-Jean.
Saint-Jean-lès-Longuyon est une commune française située dans le département de Meurthe-et-Moselle, en région Grand Est.
Ses habitants se nomment les Saint-Jeannais.

## Géographie
A 15 km de Longuyon et de Montmédy il est traversé par la R43.
|                | Villers-le-Rond         | Charency-Vezin |
| Marville Meuse | Saint-Jean-lès-Longuyon | Colmey         |
|                | Petit-Failly            |                |

### Hydrographie

#### Réseau hydrographique
La commune est dans le bassin versant de la Meuse au sein du bassin Rhin-Meuse. Elle est drainée par le ravin de Grand-Vau et l'Othain,.

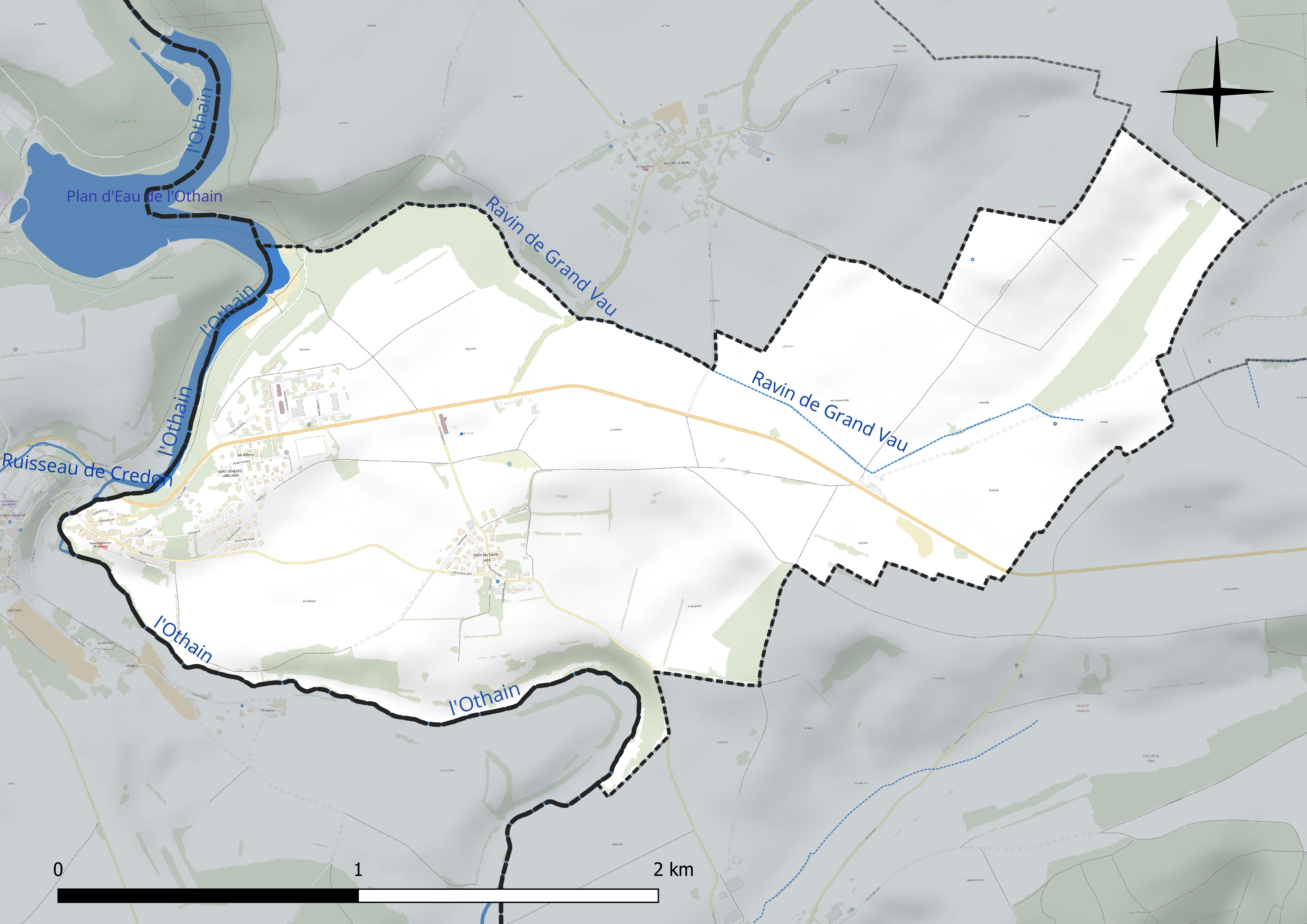
Réseau hydrographique de Saint-Jean-lès-Longuyon.

Un plan d'eau complète le réseau hydrographique : le plan d'eau de l'Othain, d'une superficie totale de 26,1 ha (0,8 ha sur la commune),.

#### Gestion et qualité des eaux
Le territoire communal est couvert par le schéma d'aménagement et de gestion des eaux (SAGE) « Bassin ferrifère ». Ce document de planification concerne le périmètre des anciennes galeries des mines de fer, des aquifères et des bassins versants hydrographiques associés qui s’étend sur 2 418 km2. Les bassins versants concernés sont celui de la Chiers en amont de la confluence avec l'Othain, et ses affluents (la Crusnes, la Pienne, l'Othain), celui de l'Orne et ses affluents et celui de la Fensch, le Veymerange, la Kiesel et les parties françaises du bassin versant de l'Alzette et de ses affluents (Kaylbach, ruisseau de Volmerange). Il a été approuvé le 27 mars 2015. La structure porteuse de l'élaboration et de la mise en œuvre est la région Grand Est. 
La qualité des cours d’eau peut être consultée sur un site dédié géré par les agences de l’eau et l’Agence française pour la biodiversité. 

### Climat
Pour des articles plus généraux, voir Climat du Grand Est et Climat de Meurthe-et-Moselle.
En 2010, le climat de la commune est de type climat de montagne, selon une étude du Centre national de la recherche scientifique s'appuyant sur une série de données couvrant la période 1971-2000. En 2020, Météo-France publie une typologie des climats de la France métropolitaine dans laquelle la commune est dans une zone de transition entre le climat océanique altéré et le climat océanique altéré et est dans la région climatique  Lorraine, plateau de Langres, Morvan, caractérisée par un hiver rude (1,5 °C), des vents modérés et des brouillards fréquents en automne et hiver. 
Pour la période 1971-2000, la température annuelle moyenne est de 9,5 °C, avec une amplitude thermique annuelle de 15,8 °C. Le cumul annuel moyen de précipitations est de 942 mm, avec 14 jours de précipitations en janvier et 9,7 jours en juillet. Pour la période 1991-2020, la température moyenne annuelle observée sur la station météorologique de Météo-France la plus proche, « Villette », sur la commune de Villette à 6 km à vol d'oiseau, est de 10,1 °C et le cumul annuel moyen de précipitations est de 909,4 mm. 
La température maximale relevée sur cette station est de 39 °C, atteinte le 25 juillet 2019 ; la température minimale est de −14,8 °C, atteinte le 20 décembre 2009,,. 
Les paramètres climatiques de la commune ont été estimés pour le milieu du siècle (2041-2070) selon différents scénarios d'émission de gaz à effet de serre à partir des nouvelles projections climatiques de référence DRIAS-2020. Ils sont consultables sur un site dédié publié par Météo-France en novembre 2022.

## Urbanisme

### Typologie
Au 1er janvier 2024, Saint-Jean-lès-Longuyon est catégorisée commune rurale à habitat dispersé, selon la nouvelle grille communale de densité à sept niveaux définie par l'Insee en 2022.
Elle est située hors unité urbaine et hors attraction des villes,.

### Occupation des sols
L'occupation des sols de la commune, telle qu'elle ressort de la base de données européenne d’occupation biophysique des sols Corine Land Cover (CLC), est marquée par l'importance des territoires agricoles (85,7 % en 2018), en diminution par rapport à 1990 (87 %). La répartition détaillée en 2018 est la suivante : 
terres arables (70,7 %), prairies (15 %), zones urbanisées (8,3 %), milieux à végétation arbustive et/ou herbacée (5,7 %), eaux continentales (0,2 %), forêts (0,1 %). L'évolution de l’occupation des sols de la commune et de ses infrastructures peut être observée sur les différentes représentations cartographiques du territoire : la carte de Cassini (XVIIIe siècle), la carte d'état-major (1820-1866) et les cartes ou photos aériennes de l'IGN pour la période actuelle (1950 à aujourd'hui).

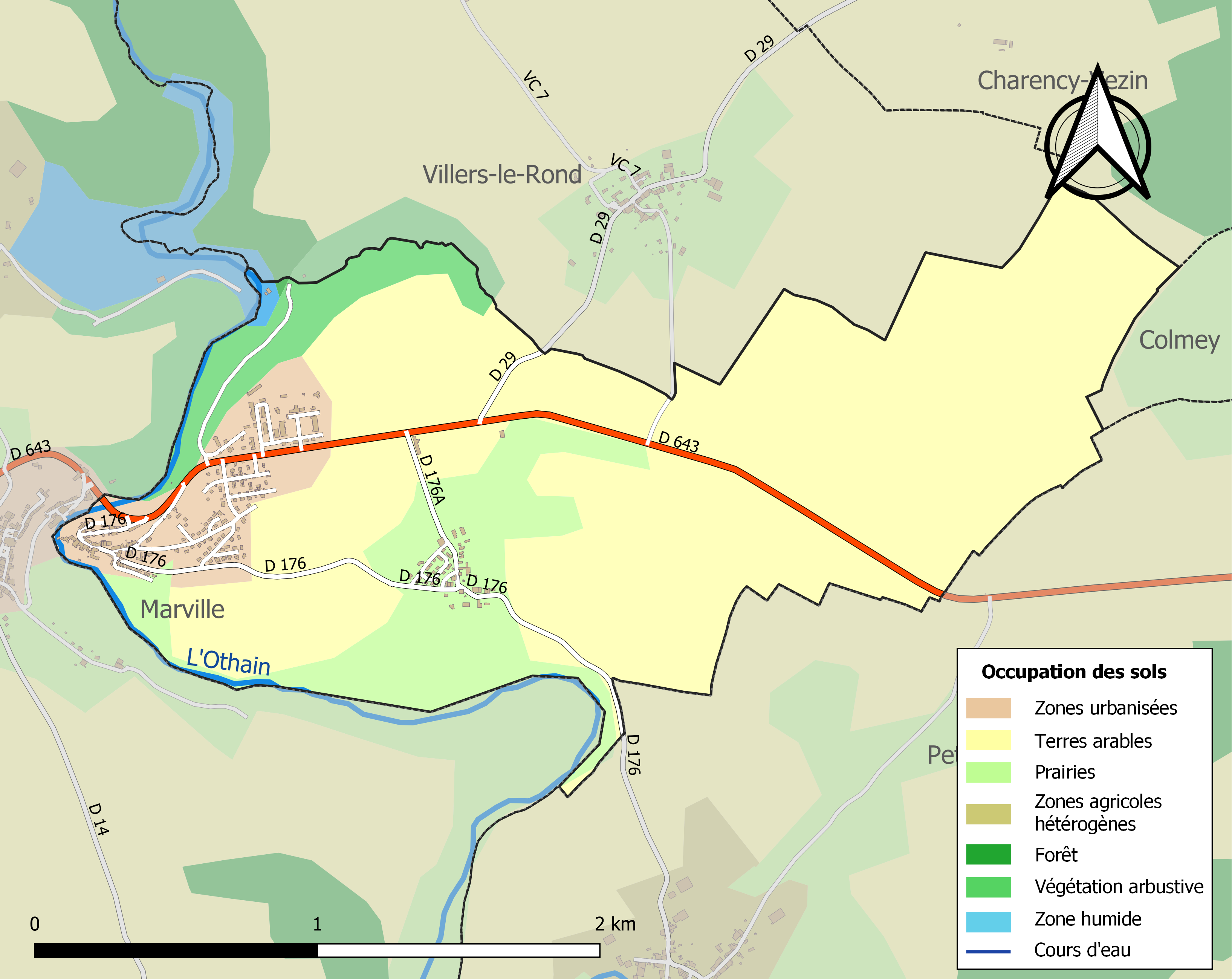
Carte des infrastructures et de l'occupation des sols de la commune en 2018 (CLC).

## Toponymie
Le nom de la localité est attesté sous les formes Saint Jean (1793), Saint-Jean-lès-Longuyon (1955).

Saint-Jean est un hagiotoponyme, de l'oïl saint et le nom du saint Johannes, soit Jean le Baptiste ou Jean l'apôtre.
Au cours de la Révolution française, la commune porte le nom de La Cavalerie.

En 1955, la commune devient Saint-Jean-lès-Longuyon.

La préposition « lès » permet de signifier la proximité d'un lieu géographique par rapport à un autre lieu. En règle générale, il s'agit d'une localité qui tient à se situer par rapport à une ville voisine plus grande. La commune française de Saint-Jean indique qu'elle se situe près de Longuyon.
Entre 1790 et 1794, la commune de Saint-Jean absorbe celle voisine de Ham pour devenir Saint-Jean et Ham ou Ham et Saint-Jean.

Ham-devant-Marville : Hannum (XVIe siècle), Han devant Piedmont (1594), Ham de saint Jean (1681), Han (1689), Han devant Saint-Piermont (1754).

## Histoire
En 1812, la commune est fusionnée avec celle de Petit-Failly puis les deux communes sont à nouveau séparées en 1841.

## Population et société

### Démographie
L'évolution du nombre d'habitants est connue à travers les recensements de la population effectués dans la commune depuis 1793. Pour les communes de moins de 10 000 habitants, une enquête de recensement portant sur toute la population est réalisée tous les cinq ans, les populations de référence des années intermédiaires étant quant à elles estimées par interpolation ou extrapolation. Pour la commune, le premier recensement exhaustif entrant dans le cadre du nouveau dispositif a été réalisé en 2004.

En 2022, la commune comptait 409 habitants, en évolution de −3,08 % par rapport à 2016 (Meurthe-et-Moselle : −0,13 %, France hors Mayotte : +2,11 %).
| 1793 | 1800 | 1806 | 1841 | 1861 | 1866 | 1872 | 1876 | 1881 |
| ---- | ---- | ---- | ---- | ---- | ---- | ---- | ---- | ---- |
| 227  | 241  | 253  | 289  | 241  | 232  | 217  | 203  | 210  |

| 1886 | 1891 | 1896 | 1901 | 1906 | 1911 | 1921 | 1926 | 1931 |
| ---- | ---- | ---- | ---- | ---- | ---- | ---- | ---- | ---- |
| 199  | 166  | 145  | 127  | 118  | 131  | 98   | 109  | 117  |

| 1936 | 1946 | 1954 | 1962 | 1968 | 1975 | 1982 | 1990 | 1999 |
| ---- | ---- | ---- | ---- | ---- | ---- | ---- | ---- | ---- |
| 110  | 84   | 380  | 282  | 216  | 324  | 367  | 325  | 363  |

| 2004 | 2006 | 2009 | 2014 | 2019 | 2022 | - | - | - |
| ---- | ---- | ---- | ---- | ---- | ---- | - | - | - |
| 392  | 400  | 393  | 412  | 416  | 409  | - | - | - |

## Culture locale et patrimoine

### Lieux et monuments
- Présence mérovingienne.

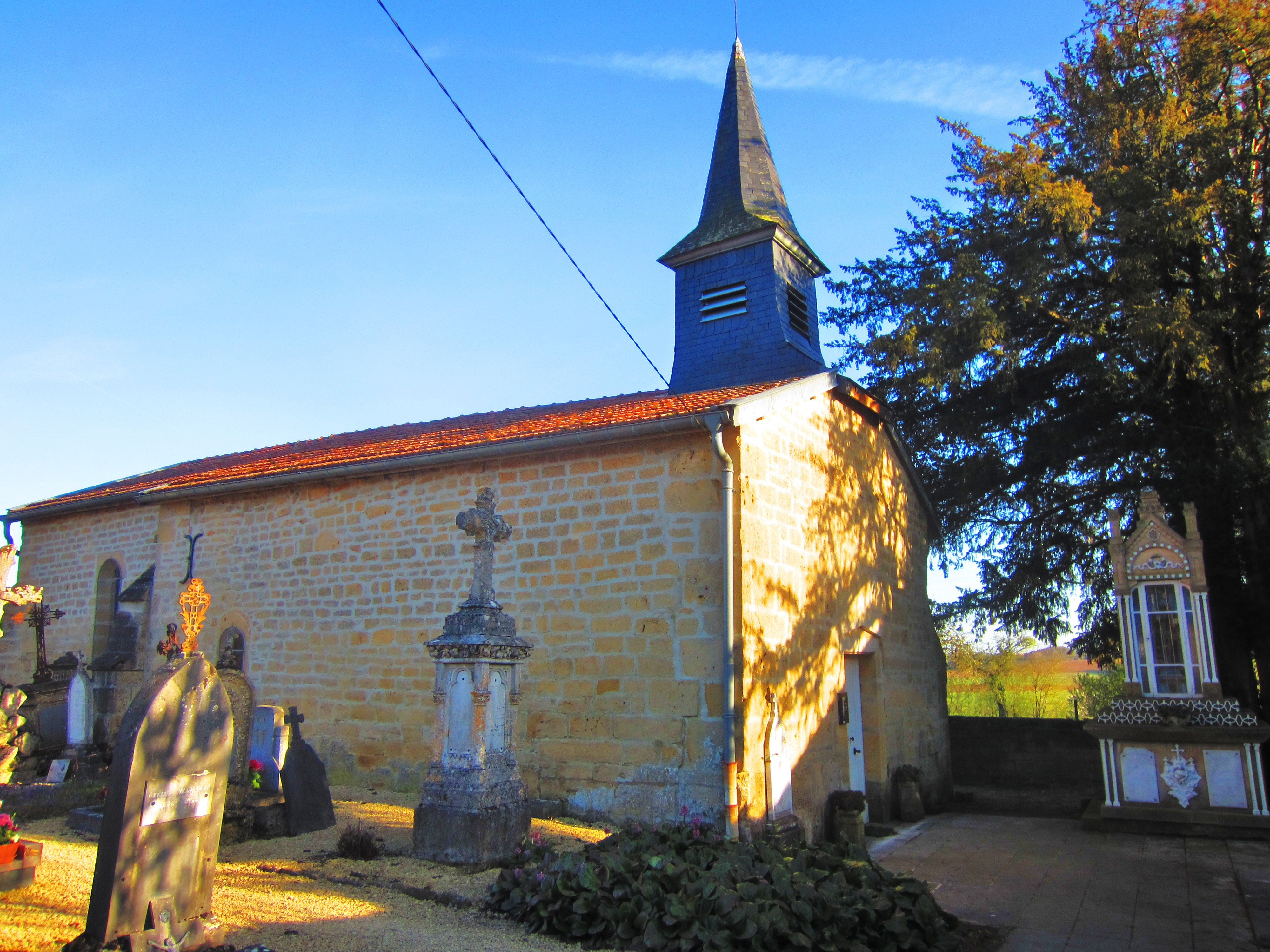
Église paroissiale Saint-Martin à Ham-les-Saint-Jean.

- Église paroissiale de la-Nativité-de la-Vierge à Saint-Jean-lès-Longuyon construite en 1821, date portée, à l'emplacement des écuries de l'ancien couvent des capucins.
- Église paroissiale Saint-Martin à Ham-les-Saint-Jean. Nef construite au XIIe siècle. Chœur construit au XIIIe siècle, modifications et repercement de baies aux XVIe et XVIIIe siècles, reliquaire de saint Montan 1897 ; source miraculeuse.
- Couvent de Capucins fondé en 1617 par les capucins de la province wallonne, à la demande du prieur bénédictin de Marville, Louis Jappin, et établi hors des murs du bourg de Marville où la place manquait, le but de la fondation étant la lutte contre l'hérésie protestante ; église construite de 1618 à 1624, bâtiments du couvent reconstruits à partir de 1760, vendu en 1793, à l'exception de l'église vendue en 1808 et détruite peu après ; parties agricoles construites après 1834, date du cadastre ; bâtiments achetés en 1958 par la municipalité pour en faire la mairie et l'école.

### Personnalités liées à la commune
Le révérend père Prosper Rachon (1830-1922) est administrateur et curé de la paroisse de Saint-Jean-lès-Longuyon, y décède et y est enterré.

### Héraldique, logotype et devise
| Blason de Saint-Jean-lès-Longuyon | Blason  | Coupé ondé, le trait de partition sommé d'une divise ondée d'argent: au 1er de gueules au moine capucin au naturel tenant une croix d'or et, brochant sur ses pieds, à un agneau couché d'argent, portant une croix également d'or, les deux accostés à dextre de la lettre capitale H d'or et à senestre d'une roue de moulin du même, au 2e parti au I burelé d’argent et d’azur de dix pièces, au lion de gueules, la queue fourchée passée en sautoir, couronné d’or et au II d'azur semé de croisettes recroisetées au pied fiché d'or à deux bars adossés du même. |
| Blason de Saint-Jean-lès-Longuyon | Détails | Création Christophe Marchesi. Adoptée le 9 novembre 2017. Normalisation des émaux (H et roue de moulin d'or au lieu d'azur) par le Comité Lorrain d'héraldique adoptée par le conseil municipal le 01/04/2021. |